# NGC 2222
NGC 2222 (również PGC 18835) – galaktyka spiralna z poprzeczką (SBa), znajdująca się w gwiazdozbiorze Malarza. Odkrył ją 4 grudnia 1834 roku John Herschel.